# Адам і Єва (картина Дюрера)
«Адам і Єва» — картина  німецького художника Альбрехта Дюрера.
Картина являє собою дві великоформатні дошки, написані олією. Диптих написаний в 1507 році. Обидві панелі 209 см у висоту, а завширшки одна 81 см, друга — 80 см. Картина виставляється в  Музеї Прадо (Мадрид, Іспанія).

## Історія створення
У 1504 році Альбрехт Дюрер створює першу роботу на дану тему — гравюра на міді «Адам і Єва». У 1507 році художник пише диптих «Адам і Єва», призначений спочатку для вівтаря (вівтар так і не був дописаний). Дюрер написав свою картину, повернувшись із подорожі по Італії, під враженням від мистецтва античності. Його картина є першим, у німецькому живописі, зображенням повністю голих людей в натуральну величину.

## Сюжет
Картина написана на біблійний сюжет, і представлена на двох незалежних панелях. На одній Адам тримає рукою гілку яблуні, на другій стоїть Єва з яблуком в руці. Яблуко підтримує змій, що звісився з Древа пізнання. На табличці, що висить праворуч від Єви на гілці, є напис «Альбрехт Дюрер, німець, намалював цю картину після Різдва Богородиці в 1507 році».